# 川崎愛香里
川崎 愛香里（かわさき あかり、2000年11月17日 - ）は、日本の女優。千葉県出身。オムニア所属。

## 略歴
2011年に初舞台『赤毛のアン』を経験し、児童劇団「大きな夢」に入団。2015年まで活動。
2023年8月末に11年間所属していたキューブを円満退所。同年9月に上智大学国際教養学部を卒業、在学中に英検1級合格。
フリーでの活動期間を経て、2025年4月からオムニアに所属。

## 人物
趣味は腹話術、フランス語や中国語などの語学学習、舞台鑑賞、映画鑑賞、アクション。特技は英会話。アメリカへの留学経験がある。

## 出演

### 舞台
2011年
- 国連クラシックライブ協会主催 音楽劇『赤毛のアン』（11月） - 子役アン 役
- 国連クラシックライブ協会主催 環境ミュージカル『青い地球は誰のもの』（12月）

2012年
- 音楽劇『赤毛のアン』チャリティーコンサート（3月） - 子役アン 役
- ミュージカル『あたたかい心』（12月） - リリー 役

2013年
- ミュージカル『緑の村の物語』（12月） - アリサ 役

2015年
- ミュージカル『夜空の虹』（4月）

2020年
- 朗読劇『雨恋ミント inspired by wacci“足りない”』（12月）

2021年
- ミュージカル『ひめゆり』（3月） - ふみ 役
- ミュージカル『踊る！埼玉』（5月） - 朝風みなみ役
- 舞台『鬼滅の刃』其ノ弐 絆（8月） - 甘露寺蜜璃 役

2022年
- cube 25th presents 音楽劇『夜来香ラプソディ』（3月 - 4月）
- ぐりむの法則『ションボとノンキ』episode2（6月）
- 舞台『鬼滅の刃』其ノ参 無限夢列車（9月 - 10月）- 甘露寺蜜璃 役 ※映像出演

2023年
- ミュージカル『LILIUM-リリウム 新約少女純潔歌劇-』（4月 - 5月） - マーガレット 役
- ミュージカル『Neo Doll』（8月） - ユリ 役

2024年
- ミュージカル『イザボー』（1月 - 2月）
- マリオネットホテル（9月 - 10月） - フランチェスカ・フラ 役
- TRUMP series 15th ANNIVERSARY FINAL『繭期極夜会』（12月）

2025年
- 舞台『鬼滅の刃』其ノ伍 襲撃 刀鍛冶の里（4月） - 甘露寺蜜璃 役
- ミュージカル『H12』（6月）
- トレンディは突然に 2025 夏（8月 - 9月公演予定） - 水島カナ 役（井尻晏菜とダブルキャスト）

### テレビドラマ
- ランチ合コン探偵〜恋とグルメと謎解きと 第6話（2020年、読売テレビ）[1]
- 全身刑事（2020年、テレビ朝日）[27]
- 武士スタント逢坂くん! 第4話（2021年、日本テレビ） - 女子高生 役[28]